# Fresnay-l'Évêque
Fresnay-l'Évêque är en kommun i departementet Eure-et-Loir i regionen Centre-Val de Loire strax norr om centrala Frankrike. Kommunen ligger i kantonen Janville som tillhör arrondissementet Chartres. År 2022 hade Fresnay-l'Évêque 741 invånare.

## Befolkningsutveckling
Antalet invånare i kommunen Fresnay-l'Évêque
Referens:INSEE